# Blind Bay (Panuke Lake)
Blind Bay – zatoka (ang. bay) jeziora Panuke Lake w kanadyjskiej prowincji Nowa Szkocja, w hrabstwie Hants; nazwa urzędowo zatwierdzona 25 września 1975.